# باکلان هندی
باکلان هندی (نام علمی: Phalacrocorax fuscicollis) نام یک گونه از سرده باکلان‌های سیاه است.